# 小吉尔格郎河

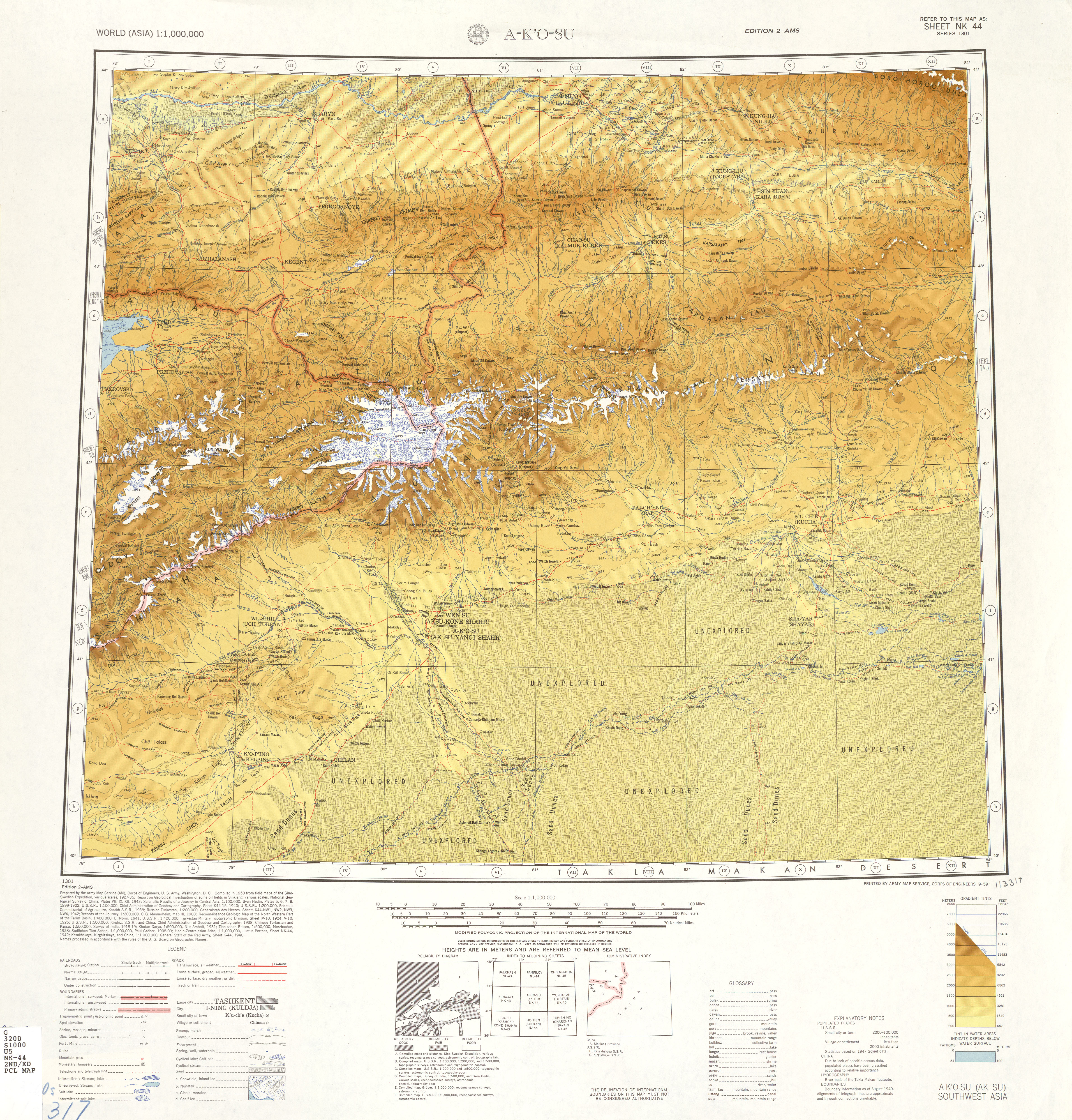
新疆西部地区的地形图，小吉尔格郎河在图中右上方，标注为Little Jargalan。

小吉尔格郎河，位于中华人民共和国新疆维吾尔自治区伊犁哈萨克自治州巩留县东南部的河流，为特克斯河右岸支流。其源流两支分别发源于那拉提山北麓排吾力克达坂及沙雷吐尔达坂附近，蜿蜒向北流，于吉尔格郎乡注入特克斯河恰甫其海水库库区。河流全长59千米，流域面积1024平方千米。流域内建有恰西国家森林公园。